# Crenicichla gillmorlisi
Crenicichla gillmorlisi ist eine im Einzugsgebiet des Río Acaray in Paraguay vorkommende Fischart aus der Familie der Buntbarsche. Ihren wissenschaftlichen Artnamen trägt sie zu Ehren des Ichthyologen Walter A. Gill Morlis.

## Beschreibung
Crenicichla gillmorlisi hat einen langgestreckten Körper und erreicht eine Länge von etwa 18 cm. Von allen anderen Hechtbuntbarschen kann die Art durch ihre Färbung unterschieden werden. Jungfische zeigen auf ihren Körperseiten eine Reihe senkrecht ausgerichteter Streifen, die sich bei älteren Exemplaren in kleine dunkle Punkte aufgelöst. Dies geschieht nicht bei Crenicichla mandelburgeri, einer Art die Crenicichla gillmorlisi ansonsten sehr ähnlich ist. Ein Schulterfleck fehlt bei Crenicichla gillmorlisi. Die Seitenlinie wird nicht durch eine schwarze Punktreihe begleitet. Der Körper der Fische ist mit Kammschuppen bedeckt. Nur auf den Wangen und vor der Rückenflosse findet man Rundschuppen. Der Unterkiefer steht vor. Der Rand des Präoperculums ist gesägt. Das Supracleithrum, ein Knochen im Schultergürtel, ist glatt. Die Augenringknochen 3 und 4 sind voneinander getrennt. Oberlippe und Nasenöffnungen sind deutlich voneinander getrennt. Die Zähne der äußeren Zahnreihe sind beweglich.
- Flossenformel: Dorsale XIX–XXII/11–12, Anale III/7–9.[2]

## Lebensraum
Die für die Erstbeschreibung untersuchten Exemplare wurden in kleinen Flüssen mit schnell strömendem Wasser von bräunlicher Farbe gefangen. Die Flüsse sind etwa 4 Meter breit und 1 bis 1,5 Meter tief. Der Boden besteht aus Sand, Steinen und Felsen. Die Fische hielten sich ufernah unter Überhängen auf. Begleitfische waren  die Buntbarsche Crenicichla lepidota und Gymnogeophagus setequedas, die Salmler Bryconamericus stramineus, Leporinus lacustris, Mimagoniates microlepis, Pyrrhulina australis, Steindachnerina brevipinnis, sowie Astyanax sp., Characidium sp., Cheirodon sp., Hemigrammus sp. und Hoplias sp., die Welse Corydoras diphyes, Hypostomus dlouhyi und Hypoptopoma sp., der Grüne Messerfisch (Eigenmannia virescens) und der Zahnkarpfen Phallotorynus victoriae. Die umgebende Landschaft ist mit Grass und kleinen Bäumen bestanden.

## Belege
1. 1 2  Kullander, S.O. and C.A.S. Lucena, 2013. Crenicichla gillmorlisi, a new species of cichlid fish (Teleostei: Cichlidae) from the Paraná river drainage in Paraguay. Zootaxa 3641(2):149-164. DOI: 10.11646/zootaxa.3641.2.3, PDF
2. 1 2 3  Crenicichla gillmorlisi auf Fishbase.org (englisch)